# 南与座分屯地
南与座分屯地（みなみよざぶんとんち、JGSDF Vice-Camp Minami-Yoza）とは、沖縄県島尻郡八重瀬町字安里569に所在し、第15高射特科連隊第4高射中隊等が駐屯する陸上自衛隊那覇駐屯地の分屯地である。
分屯地司令は、第15高射特科連隊第4高射中隊長が兼務。

## 沿革
自衛隊の引き継ぎ前は、米軍の与座岳第2陸軍補助施設として使用
- 1972年（昭和47年）5月15日：復帰に伴い与座岳サイトに名称変更。
- 1973年（昭和48年）2月15日：陸上自衛隊が使用。

陸上自衛隊那覇駐屯地南与座分屯地
- 1973年（昭和48年）4月16日：南与座分屯地が開設[1]され、第6高射特科群第326高射中隊が駐屯開始。
- 2010年（平成22年）3月25日：第15後方支援隊高射直接支援中隊第4直接支援小隊（第326高射中隊を支援）を新編。
- 2014年（平成26年）3月26日：第326高射中隊が第15高射特科連隊第4高射中隊に改編[2]。

## 駐屯部隊

### 西部方面隊隷下部隊
- 第15旅団
  - 第15高射特科連隊
    - 第4高射中隊

  - 第15後方支援隊
    - 高射直接支援中隊
      - 第4直接支援小隊：第15高射特科連隊第4高射中隊を支援
- 那覇駐屯地業務隊
  - 南与座派遣隊

### 防衛大臣直轄部隊
- 警務隊
  - 西部方面警務隊
    - 第136地区警務隊
      - 南与座連絡班

| 代                           | 氏名       | 在任期間                      | 出身校・期                   | 主な後職             |
| ---------------------------- | ---------- | ----------------------------- | ---------------------------- | -------------------- |
| 第6高射特科群第326高射中隊長 |            |                               |                              |                      |
| 1                            | 二瓶兆司   | 1973年4月 - 1974年3月         |                              |                      |
| 2                            | 木口守啓   | 1974年3月 - 1974年7月         |                              |                      |
| 3                            | 森田義之   | 1974年8月 - 1976年7月         |                              |                      |
| 4                            | 上野一友   | 1976年8月 - 1978年3月         |                              |                      |
| 5                            | 小野口裕章 | 1978年3月 - 1980年7月         |                              |                      |
| 6                            | 平野健一   | 1980年8月 - 1982年7月         |                              |                      |
| 7                            | 戸島晨吉   | 1982年8月 - 1984年7月         | 防大14期                     |                      |
| 8                            | 小池重倫   | 1984年8月 - 1986年7月         |                              |                      |
| 9                            | 武田正徳   | 1986年8月 - 1988年3月         | 生徒12期 法政大学 昭和49年卒 | 第1高射特科団長      |
| 10                           | 賀谷眞悟   | 1988年3月 - 1989年7月         |                              |                      |
| 11                           | 松浦宏     | 1989年8月 - 1991年7月         |                              |                      |
| 12                           | 熊野敦記   | 1991年8月 - 1993年7月         | 防大24期                     | 第4高射特科群長      |
| 13                           | 市橋大樹   | 1993年8月 - 1995年3月         | 防大27期                     | 北千歳駐屯地業務隊長 |
| 14                           | 大田宏     | 1995年3月 - 1997年7月         |                              |                      |
| 15                           | 中村浩之   | 1997年8月 - 1999年3月23日     | 生徒24期 防大29期            | 第6高射特科群長      |
| 16                           | 内田博之   | 1999年3月23日 - 2002年3月23日 |                              |                      |
| 17                           | 西条建一   | 2002年3月23日 - 2003年7月     |                              |                      |
| 18                           | 末永吉孝   | 2003年8月01日 - 2005年7月31日 |                              |                      |
| 19                           | 松本幸徳   | 2005年8月01日 - 2007年3月     |                              |                      |
| 20                           | 木下誠悟   | 2007年3月 - 2009年3月23日     |                              |                      |
| 21                           | 木村訓     | 2009年3月23日 - 2011年4月     |                              |                      |
| 22                           | 伊藤充希   | 2011年4月 - 2012年3月         |                              |                      |
| 末                           | 福田隆志   | 2012年3月 - 2014年3月25日     |                              |                      |
| 第15高射特科連隊第4中隊長    |            |                               |                              |                      |
| 1                            | 福田隆志   | 2014年3月26日 - 2015年3月22日 |                              |                      |
| 2                            | 船崎貴治   | 2015年3月23日 - 2016年7月31日 |                              |                      |
| 3                            | 平 将美    | 2016年8月01日 - 2017年7月31日 |                              |                      |
| 4                            | 中村 稔    | 2018年8月01日 -               |                              |                      |

## 最寄の幹線交通
- 高速道路：
- 一般道：国道331号、国道507号、沖縄県道15号線、沖縄県道54号線
- 鉄道：
- 港湾：那覇港、運天港、金武湾港、中城湾港（重要港湾）
- 飛行場：那覇空港（第二種空港）